# Persone di nome Kristen
| Questa pagina contiene informazioni ricavate automaticamente dalle voci biografiche con l'ausilio del template Bio e di un bot. L'aggiornamento è periodico e automatico e ricostruisce completamente la pagina. Se manca una persona in questa lista, sei pregato di non aggiungerla, ma accertati piuttosto che la sua voce biografica contenga il template Bio e che i dati anagrafici siano correttamente compilati. Se il template Bio manca, inseriscilo tu stesso o, in alternativa, metti l'avviso {{tmp\|Bio}} che ne segnala la mancanza. Se i dati riportati sono sbagliati, correggi direttamente la voce biografica; le modifiche saranno visibili in questa lista entro pochi giorni. Per chiarimenti vedi il progetto antroponimi. La lista contiene solo le 53 persone che sono citate nell'enciclopedia e per le quali è stato implementato correttamente il template Bio. Pagina aggiornata al 16 ott 2024. |

Questa è una lista di persone presenti nell'enciclopedia che hanno il prenome Kristen, suddivise per attività principale.

## Allenatori di calcio(1)
- Kristen Nygaard, allenatore di calcio e ex calciatore danese (Sunds, n. 1949)

## Allenatrici di pallacanestro(1)
- Kristen Veal, allenatrice di pallacanestro e ex cestista australiana (Adelaide, n. 1981)

## Assassine seriali(1)
- Kristen Gilbert, serial killer statunitense (Fall River, n. 1967)

## Attori(1)
- Kristen Holden-Ried, attore canadese (Pickering, n. 1973)

## Attrici(12)
- Kristen Alderson, attrice statunitense (Contea di Bucks, n. 1991)
- Kristen Bell, attrice, doppiatrice e cantante statunitense (Huntington Woods, n. 1980)
- Kristen Cloke, attrice statunitense (Los Angeles, n. 1968)
- Kristen Connolly, attrice statunitense (Montclair, n. 1980)
- Kristen Gutoskie, attrice canadese (Toronto, n. 1988)
- Kristen Hager, attrice canadese (Red Lake, n. 1984)
- Kristen Harris, attrice canadese (Calgary, n. 1976)
- Kristen Johnston, attrice statunitense (Washington, n. 1967)
- Kristen Schaal, attrice, doppiatrice e comica statunitense (Longmont, n. 1978)
- Kristen Stewart, attrice statunitense (Los Angeles, n. 1990)
- Kristy Swanson, attrice statunitense (Mission Viejo, n. 1969)
- Kristen Wilson, attrice statunitense (Chelmsford, n. 1969)

## Attrici pornografiche(1)
- Kristen Scott, attrice pornografica statunitense (San Diego, n. 1995)

## Bassiste(1)
- Kristen Pfaff, bassista statunitense (Buffalo, n. 1967 - Seattle, † 1994)

## Bobbiste(1)
- Kristen Bujnowski, bobbista canadese (London, n. 1992)

## Calciatori(1)
- Kristen Viikmäe, ex calciatore estone (Tallinn, n. 1979)

## Calciatrici(1)
- Kristie Mewis, calciatrice statunitense (Weymouth, n. 1991)

## Canottiere(1)
- Kristen Kit, canottiera e ciclista su strada canadese (St. Catharines, n. 1988)

## Cestiste(6)
- Kristen Mann, cestista statunitense (Lakewood, n. 1983)
- Kristen McCarthy, ex cestista statunitense (La Puente, n. 1990)
- Kristen Newlin, ex cestista statunitense (Kailua, n. 1985)
- Kristen O'Neill, ex cestista e allenatrice di pallacanestro statunitense (Lynnwood, n. 1983)
- Kristen Rasmussen, ex cestista e allenatrice di pallacanestro statunitense (Lansing, n. 1978)
- K.B. Sharp, ex cestista statunitense (Columbus, n. 1981)

## Cicliste su strada(1)
- Kristen Faulkner, ciclista su strada e pistard statunitense (Homer, n. 1992)

## Comiche(1)
- Kristen Wiig, comica, attrice e sceneggiatrice statunitense (Canandaigua, n. 1973)

## Compositrici(1)
- Kristen Anderson-Lopez, compositrice, paroliere e musicista statunitense (New York, n. 1972)

## Conduttrici radiofoniche(1)
- Kris & Kris, conduttrice radiofonica e conduttrice televisiva statunitense (Pittsburgh, n. 1971)

## Fondisti(1)
- Kristen Skjeldal, ex fondista norvegese (Voss, n. 1967)

## Fotografi(1)
- Kristen Bjorn, fotografo, regista e produttore cinematografico britannico (Londra, n. 1957)

## Ginnasti(1)
- Kristen Vadgaard, ginnasta danese (Stenild, n. 1886 - Gjern, † 1979)

## Giornaliste(1)
- Kristen Welker, giornalista e conduttrice televisiva statunitense (Filadelfia, n. 1976)

## Militari(1)
- Kristen Marie Griest, militare (n. 1989)

## Modelle(5)
- Kristen Dalton, modella statunitense (Wilmington, n. 1986)
- Kristen McMenamy, supermodella statunitense (Easton, n. 1964)
- Kristen Pazik, modella statunitense (Minneapolis, n. 1978)
- Krissy Taylor, supermodella statunitense (Miami, n. 1978 - Pembroke Pines, † 1995)
- Kristen Zang, modella e attrice statunitense (Michigan, n. 1974)

## Nuotatrici(1)
- Kristen Babb-Sprague, sincronetta statunitense (Walnut Creek, n. 1968)

## Pallavoliste(2)
- Kristen Dozier, ex pallavolista statunitense (Washington, n. 1988)
- Kristen Hahn, pallavolista e allenatrice di pallavolo statunitense (n. 1992)

## Personaggi televisivi(1)
- Kris Jenner, personaggio televisivo e imprenditrice statunitense (San Diego, n. 1955)

## Politici(1)
- Kristen Michal, politico estone (Tallinn, n. 1975)

## Sciatrici alpine(3)
- Kristen Adams, ex sciatrice alpina italiana
- Kristen Bybee, ex sciatrice alpina statunitense (n. 1982)
- Kristen Mielke, ex sciatrice alpina statunitense (n. 1982)

## Scrittrici(1)
- Kristen Roupenian, scrittrice statunitense (n. 1982)

## Tenniste(1)
- Kristen Schlukebir, ex tennista statunitense (n. 1984)

## Wrestler(1)
- Kris Statlander, wrestler statunitense (West Islip, n. 1995)